# کاراهان (آلاداغ)
کاراهان (به ترکی استانبولی: Karahan) یک منطقهٔ مسکونی در ترکیه است که در آلاداغ، آدانا واقع شده‌است.